# Ernani Ssó
Ernani Ssó (Bom Jesus, 13 de agosto de 1953) é um escritor e tradutor brasileiro.
Iniciou a carreira profissional como jornalista, tendo trabalhado em publicações como Coojornal, Já, Pasquim e Zero Hora. Ganhou o Prêmio Cyro Martins de Melhor Romance de 1996, com O Emblema da Sombra. Em 2012, traduziu Dom Quixote para a Companhia das Letras.

## Obras

### Romances e novelas
- O Diabo a Quatro - Editora Tchê, 1985
- O Sempre Lembrado - IEL, 1989
- O Emblema da Sombra - Artes e Ofícios, 1998

### Não ficção
- Barão de Itararé - Editora Tchê, 1984

### Infanto-juvenil
- O Edifício - Viagem ao Último Andar - Mercado Aberto, 1997
- Metrópolis - WS, 1998.
- No Escuro - L&PM, 1987. Ilustrações de Sílvio Silva
- O Túnel de Letras e o Reino de Pedras -  Scipione, 1995. Ilustrações de Guazzelli
- A visita da bruxa -  Paulinas, 2005. Ilustrações de de Jótah
- A aula da bruxa -  Paulinas, 2005. Ilustrações de de Jótah
- Macacos me mordam! -  Companhia das Letrinhas, 2006. Ilustrações de Florence Breton
- Amigos da onça -  Companhia das Letrinhas, 2006. Ilustrações de Marilda Castanho
- O espelho da bruxa -  Paulinas, 2006. Ilustrações de de Jótah
- A fome da bruxa -  Paulinas, 2006. Ilustrações de de Jótah
- Contos de morte morrida -  Companhia das Letrinhas, 2007. Ilustrações de Marilda Castanho
- O voo da bruxa -  Paulinas, 2007. Ilustrações de de Jótah
- Contos de gigantes -  Companhia das Letrinhas, 2008. Ilustrações de Nelson Cruz
- Castelos e Fantasmas -  Companhia das Letrinhas, 2008. Ilustrações de Cárcamo[4]